# جاكوب غاردينر-سميث
جاكوب غاردينر-سميث (بالإنجليزية: Jacob Gardiner-Smith)‏ هو لاعب كرة قدم بريطاني في مركز الوسط، ولد في 3 يوليو 1997 في كامبريدج في المملكة المتحدة. لعب مع ويكمب وندررز.